# Leptostylus nordestinus
Leptostylus nordestinus là một loài bọ cánh cứng trong họ Cerambycidae.